# Плужник Гриць
Плужник Гриць (нар. ? — ?) — поручник Армії УНР.
Плужник Гриць вступив до кінної сотні 2-го Запорозького полку разом з Петром Дяченком у Полтаві наприкінці березня 1918 року. Спочатку козак кінної сотні 2-го Запорозького полку (1918), згодом — хорунжий Окремого кінного партизанського дивізіону ім. П. Болбочана разом із Гнатом Стеценком‎, командир пластунської сотні (1919) і пластунського куреня полку Чорних запорожців (1920).
«Старий болбочанівець». Лицар Залізного хреста Армії УНР.